# Distribuzione composta di Poisson
Nell'ambito della teoria delle variabili casuali
con distribuzione composta di Poisson
si intende la somma di un numero casuale poissoniano di variabili casuale identiche e indipendenti.
In particolare si pone
{\displaystyle N\sim \operatorname {Poisson} (\lambda ),}
dove N è una variabile casuale poissoniana con valore atteso λ, e
{\displaystyle X_{1},X_{2},X_{3},\dots }
sono variabili casuali indipendenti identicamente distribuite
e indipendenti da N.
Allora la somma
{\displaystyle Y=\sum _{n=1}^{N}X_{n}}
è una distribuzione di Poisson composta
(dove se N = 0, allora Y è 0.)
Se le n variabili casuali sono identicamente distribuite come un'arbitraria variabile casuale X, con valore atteso {\displaystyle \mu }, secondo momento {\displaystyle m_{2}} e terzo momento {\displaystyle m_{3}} si ottengono i seguenti parametri
- valore atteso = {\displaystyle \lambda \mu }
- varianza = {\displaystyle \lambda m_{2}}
- coefficiente di asimmetria = {\displaystyle \lambda m_{3}}

## Alcune composte di Poisson
Se {\displaystyle X_{1},X_{2},X_{3},\dots } sono distribuite come la variabile casuale logaritmica
allora la composta di Poisson è una variabile casuale binomiale negativa.